# Ninh Thuận
Ninh Thuận ist eine  Provinz von Vietnam. Sie grenzt im Osten an das Südchinesische Meer.

## Distrikte
Ninh Thuận gliedert sich in sechs Distrikte:
- Bác Ái
- Ninh Hải
- Ninh Phước
- Ninh Sơn
- Thuận Bắc
- Thuận Nam

Die Städte Phan Rang-Tháp Chàm (Provinzhauptstadt) sind eigene Gemeinden.